# 固城遗址
固城遗址位于江苏省南京市高淳区城东10公里固城镇。固城遗址呈长方形，南北约800米，东西约1000米，外城周长3915米，遗址内发现了大量西周、秦、汉、唐等朝代的文物。

## 链接
- 南京固城遗址（页面存档备份，存于）